# 1249 Rutherfordia
1249 Rutherfordia è un asteroide della fascia principale del diametro medio di circa 12,41 km. Scoperto nel 1932, presenta un'orbita caratterizzata da un semiasse maggiore pari a 2,2248394 UA e da un'eccentricità di 0,0760150, inclinata di 4,87145° rispetto all'eclittica.
Il suo nome è in onore del chimico neozelandese Ernest Rutherford, che vinse il Premio Nobel nel 1908.